# 摩立

位于雪兰莪州瓜拉冷岳区的摩立

摩立是马来西亚雪兰莪州瓜拉冷岳区的一个街区/乡镇规模的行政单位，是瓜拉冷岳市议会下辖的第18选区，自1959年来一直在雪兰莪州立法议会中有代表席位。摩立是一个宁静的海滨旅游地，它是一个很小但非常适合游泳的海滩，该地也是1945年二战末英属印军在马来西亚西海岸的首批登陆点之一。
摩立距离万津镇大约10公里，每年吸引游客超过10000名，特别是在每年的八月、节假日期间游客最多。
该地的历史明人包括印度尼西亚国家童子军的荣誉领袖、马来西亚前教育部长拿督・沙菲益・沙烈和当地企业家马查普・马克・加纳桑。

## 景点简介
海滩上设有一些供应各种海货的海鲜餐厅。
镇上还有一家名为“黄金海岸”的酒店度假村，提供水上主题公园、飞狐缆车和皮划艇等项目服务。

## 相关链接
- 雪兰莪旅游局 （页面存档备份，存于）